# Machtübergangstheorie
Die Machtübergangstheorie, engl. Power Transition Theory (PTT), ist eine Theorie der Internationalen Beziehungen, nach der die Wahrscheinlichkeit von Kriegen zunimmt, wenn sich eine aufstrebende Macht in ihrer Bedeutung der dominierenden Macht nähert. Das gilt insbesondere, wenn der „Herausforderer“ mit der bestehenden internationalen Ordnung unzufrieden ist. Damit steht die Theorie im Gegensatz zu den Annahmen des Mächtegleichgewichts (Balance of Power).

## Theorie
Die PTT wurde erstmals 1958 von A. F. K. Organski in seinem Buch World Politics formuliert. Eine weiter entwickelte Fassung legte er 1981 gemeinsam mit Jacek Kugler im Buch The War Ledger vor. Laut Carsten Rauch ist die PTT im englischsprachigen Raum etabliert, im deutschen Diskurs werde sie dagegen kaum oder nur sehr verkürzt rezipiert und reflektiert (Stand 2014). Das von Carlo Masala geleitete Metis Institut für Strategie und Vorausschau an der Universität der Bundeswehr München verwendet die Theorie jedoch inzwischen (Stand 2024) als Grundlage von Worst-Cases-Szenarien.
Das Staatensystem wird in der PTT aufgrund jeweiliger militärischer und ökonomischer Ressourcen pyramidenförmig dargestellt. Dabei ist die dominante Nation der Staat an der Spitze. Er setzt eine hierarchische Weltordnung durch, projiziert seine nationale Präferenzen auf das internationale System und stellt systemische Kollektivgüter zur Verfügung. Es folgen Großmächte mit erheblichem Einfluss in ihren Weltregionen, dann Mittelmächte mit mäßigem Einfluss, die jedoch als regionale Stabilisatoren fungieren können. An der Basis der Pyramide befinden sich Kleinmächte mit begrenztem Einfluss, die sich aus sicherheits- und wirtschaftspolitischen Gründen oft mit größeren Mächten verbünden. Eine solche Schichtung kann zur Folge haben, dass Verschiebungen innerhalb der hierarchischen Ordnung, besonders zwischen der dominierenden Nation und einer aufstrebenden Großmacht („Herausforderer“), die globale Stabilität erschüttern.
Staaten, die mit der bestehenden Weltordnung zufrieden sind, koalieren mit der Führungsnation und haben dadurch politische und wirtschaftliche Vorteile. Staaten jedoch, die wenige Vorteile aus der bestehenden Weltordnung haben, sind mit dem Weltsystem unzufrieden und konkurrieren mit der Führungsnation. Wenn eine unzufriedene Großmacht den Versuch unternimmt, die Führungsposition der dominierenden Nation anzufechten und deren Machtvorteil abnimmt, kann das zu einer Phase der Instabilität führen. Wenn ein „Herausforderer“ sich der Macht des führenden Staates auf 80 Prozent nähert, wird ein Präventivkrieg wahrscheinlich. Wenn ein „Herausforderer“ die bislang dominante Nation machtpolitisch überholt, also ein Machtübergang erfolgt, ist ein globaler Krieg fast unausweichlich.
Laut einer Metis-Studie aus dem Jahr 2024 befinde sich die Welt aufgrund des disproportionalen Machtzuwachses Chinas seit 2000 in der Anfangsphase eines Machtübergangs, der sich durch zahlreiche regionale militärische Konflikte, politische und wirtschaftliche Konkurrenz sowie einem Verlust der Wirkkraft der von den USA bereitgestellten globalen Kollektivgüter zeigt.
Im klaren Gegensatz zur Theorie des Mächtegleichgewichts, deren Vertreter die friedensstiftende Wirkung einer Balance of Power betonen, erzeugt eine gleichmäßige Verteilung der Macht aus Sicht der PTT überhaupt erst Anreize für gewalttätige Veränderung. Denn eine gleichgewichtige Machtverteilung könne zu Fehlkalkulationen über die Stärke des Konkurrenten und zu riskanten militärischen Aktionen führen. Wenn dagegen eine Seite deutlich überlegen sei, werde der Ausgang eines Konfliktes vorhersehbar und damit der Ausbruch eines Kriegs sehr viel unwahrscheinlicher.